# Брат нашого Бога (фільм)
«Брат нашого Бога» (пол. «Brat naszego Boga») — польський художній фільм 1997 року режисера Кшиштофа Зануссі за п'єсою Кароля Войтили — майбутнього Папи Римського Іоанна Павла II.

## Сюжет
Фільм-біографія польського повстанця, талановитого художника Альберта Хмельовського, монаха, який присвятив себе допомозі бідним і хворим.

## У ролях
- Скотт Вілсон
- Крістоф Вальц
- Войцех Пшоняк
- Ріккардо Куччолла
- Гражина Шаполовська
- Андрій Руденський
- Джеррі Флінн
- Мацей Орлос
- Єжи Новак
- Кшиштоф Кумор
- Тадеуш Брадецький

## Творча група
- Сценарій: Болеслав Таборський, Кшиштоф Зануссі, Маріо ді Нардо, Кароль Войтила
- Режисер: Кшиштоф Зануссі
- Оператор: Ришард Ленчевський
- Композитор: Войцех Кіляр